# Uxtuapan
Uxtuapan är en ort i Mexiko.   Den ligger i kommunen Xilitla och delstaten San Luis Potosí, i den centrala delen av landet, 220 km norr om huvudstaden Mexico City. Uxtuapan ligger 808 meter över havet och antalet invånare är 590.
Terrängen runt Uxtuapan är kuperad österut, men västerut är den bergig. Runt Uxtuapan är det ganska tätbefolkat, med 90 invånare per kvadratkilometer. Närmaste större samhälle är Xilitla, 3,1 km nordväst om Uxtuapan. I omgivningarna runt Uxtuapan växer i huvudsak städsegrön lövskog.